# 宮崎琴
宮崎 琴（みやざき こと）は、日本の女優、ダンサー。兵庫県出身。兵庫県立宝塚北高校演劇科卒業。3歳からHIPHOPをはじめ、BALLET、MODERNなど様々なジャンルを学んだ。ヒントンバトルダンスアカデミーを卒業後、舞台を中心に活躍中。

## 出演

### 舞台
- [ドリームファクトリー 第１回工場見学「アソーテッド・プレイ！」]（2022年8月、よしもと有楽町シアター）
- [僕と幻の図書館2022]（2022年9月、渋谷区立文化総合センター大和田 伝承ホール）
- [ザ・ビューティフル・ゲーム]（2023年1月7日 - 26日、日生劇場 / 2月4日 - 13日、梅田芸術劇場 メインホール）エマ役
- [ミュージカル ロミオ＆ジュリエット]（2024年5月16日 - 6月10日、新国立劇場中劇場 / 6月22日 - 23日、刈谷市総合文化センター / 7月3日 - 15日、梅田芸術劇場 メインホール）ジーナ役

### PV
- 前田芹那「Hey Boys!!」